# Daniel Častvaj
Daniel Častvaj (* 17. červen 1974 Aš) je bývalý televizní reportér, publicista, bývalý televizní ředitel a nyní spisovatel. Pochází z Aše.

## Život
Častvaj pronikl do širšího povědomí nejprve jako reportér a redaktor TV Nova, kde v letech 1994 až 1996 zpracovával reportáže zaměřené na ekonomiku.
V listopadu 1997 nastoupil na Ministerstvo průmyslu a obchodu ČR, kde ve funkci tiskového mluvčího ministra Karla Kühnla setrval až do července 1998. V září téhož roku přišel na Ministerstvo financí ČR, kde do prosince působil jako vedoucí oddělení tiskových služeb a protokolu.
Od letech 1999 až 2000 pracoval v České televizi, kde byl redaktorem pořadu Tady a teď (příloha hlavního zpravodajského pořadu Události) a moderátorem zpravodajského magazínu 21.
V únoru 2001 nastoupil Častvaj do společnosti ČEZ jako druhý tiskový mluvčí – tam dokonce v únoru 2001 sepsal parodickou tiskovou zprávu, která reagovala na nepřijatelné chování amerického právníka Eda Fagana. Na Internetu se však lze dočíst i to, že do ČEZu nastoupil až v listopadu 2007 – jde zřejmě o chybu databázového serveru týdeníku E15, neboť jinak se zpráva příliš neliší od té z roku 2001. V ČEZu se stal rychle ředitelem oddělení marketingové komunikace. Funkci v ČEZ opustil Častvaj k 1. 12. 2002.
26. 3. 2003 si Častvaj založil vlastní PR agenturu JDC s. r. o. (později přejmenovanou na JDC Consulting s. r. o.), IČ 26357291. Jejím prostřednictvím mediálně zastupoval např. Josefa Šťávu a jím tehdy vlastněnou společnosti Diag Human, která požadovala v arbitrážním řízení po České republice vysoké odškodnění za jeden zmařený obchod, nebo konkursního správce zkrachovalé Union banky či společnost BSP, která pro Českou televizi nebo pro Slovenský rozhlas vymáhala koncesionářské poplatky. Roku 2007 Častvaj tuto agenturu částečně přepustil mladšímu bratrovi Michalovi – jako zaměstnanec společnosti Ilexa cítil střet zájmů, proto jednatelství ve společnosti přenechal bratrovi, zůstal však jediným společníkem a svůj obchodní podíl s původním vkladem 200 000 Kč prodal až v dubnu 2011.
V polovině května 2007 se Častvaj stal generálním ředitelem „parlamentní“ televize 24cz. Tu koupil realitní magnát Miloš Červenka, z bývalého ředitele Jana Fulína se tehdy stal minoritní akcionář. Stanice však téhož roku zkrachovala.
Následujícího roku byl Častvaj opět ve veřejných službách: Magistrát hlavního města Prahy ho od 1. 8. 2008 zaměstnal jako ředitele tiskového odboru. Koncem září 2009 ho však primátor Pavel Bém propustil kvůli 84 dnům, po které redakce iDNES.cz čekala na odpověď na e-mailovou otázku.
V letech 2010 a 2011 byl moderátorem zpravodajství televizní stanice Z1, zpravidla ve dvojici s Anetou Snopovou nebo Ivanou Šalomonovou.
V květnu 2011 obsadilo Častvajovo jméno druhou příčku ve statistice sledovanosti „Největší skokan“ na portálu Seznam.cz.
13. 7. 2011 byl Častvaj jmenován do čtyřčlenné komise pražského magistrátu, která vybírala dodavatele služby „Zabezpečení poradenství v oblasti marketingu“ (v řízení zvítězil podnik Václava Jukla).
Častvaj je také autorem dvousetstránkové prózy Dankin 2in1, kterou sám označil jako „Nezvladatelný výtrysk grafomanského nutkání“ a ke které si osobně sepsal humornou upoutávku: „Slátanina desetiletí! Nebo století! Vražda-nevražda, sebevražda, která dopadne prostě divně a ještě k tomu další mátožné postavy, které se potácejí od nikud nikam. Literární prvotina někdejší televizní hvězdičky, která zřejmě neví, co roupama a tak si napsala sama i tuto upoutávku... Určeno pro proletáře i buržoasii.“

## Soukromý život
Daniel Častvaj byl dvakrát ženatý, z prvního manželství má syna a dceru, druhou manželkou byla od října 2010 seriálová herečka Markéta Plánková, mají spolu dceru Julii. V roce 2022 se manželé rozešli.